# Зидихум
Зидихум (нем. Siehdichum) — община в Германии, в земле Бранденбург.
Входит в состав района Одер-Шпре. Подчиняется управлению Шлаубеталь.  Занимает площадь 73,00 км².
Коммуна подразделяется на 3 сельских округа.

## Население
| Год  | Население |
| ---- | --------- |
| 1990 | 849       |
| 1995 | 1 032     |
| 2000 | 1 677     |
| 2005 | 1 773     |
| 2010 | 1 616     |
| 2015 | 1 522     |
| 2020 | 1 535     |